# Kristelig Forening for Unge Menn-Kameratene Oslo Futsal 2008-2009
Questa voce raccoglie le informazioni riguardanti il Kristelig Forening for Unge Menn-Kameratene Oslo nelle competizioni ufficiali della stagione 2008-2009.

## Stagione
Il KFUM Oslo ha partecipato alla Futsal Eliteserie 2008-2009, primo campionato norvegese riconosciuto dalla Norges Fotballforbund. La squadra ha chiuso l'annata al 2º posto finale.

## Rosa
| N° | Naz.                | Ruolo | Sportivo         | Anno     |  |  |
| -- | ------------------- | ----- | ---------------- | -------- |  |  |
|    | Norvegia (bandiera) |       | Jon André Sæther | 13.12.82 |  |  |

## Risultati

### Eliteserie

#### Girone di andata
| 29 novembre 2008, ore 12:00 1ª giornata | Horten | 4 – 9 referto | KFUM Oslo | \| Arbitro: \| Åndal \| |
| Arbitro:                                | Åndal  |               |           |                         |

| 29 novembre 2008, ore 20:00 2ª giornata | KFUM Oslo               | 7 – 2 referto | Sandefjord | \| Arbitro: \| Smehus Kringstad (Oslo) \| |
| Arbitro:                                | Smehus Kringstad (Oslo) |               |            |                                           |

| 30 novembre 2008, ore 14:00 3ª giornata | Harstad | 1 – 3 referto | KFUM Oslo | \| Arbitro: \| Hanssen \| |
| Arbitro:                                | Hanssen |               |           |                           |

| 13 dicembre 2008, ore 14:00 4ª giornata | Fyllingsdalen | 4 – 10 referto | KFUM Oslo | \| Arbitro: \| Hanssen \| |
| Arbitro:                                | Hanssen       |                |           |                           |

| 13 dicembre 2008, ore 12:00 5ª giornata | KFUM Oslo | 3 – 7 referto | Holmlia | \| Arbitro: \| Ølmheim \| |
| Arbitro:                                | Ølmheim   |               |         |                           |

| 14 dicembre 2008, ore 12:00 6ª giornata | Solør  | 4 – 1 referto | KFUM Oslo | \| Arbitro: \| Lyngbø \| |
| Arbitro:                                | Lyngbø |               |           |                          |

| 3 gennaio 2009, ore 14:00 7ª giornata | KFUM Oslo | 4 – 2 referto | Bogstadveien | \| Arbitro: \| Ølmheim \| |
| Arbitro:                              | Ølmheim   |               |              |                           |

| 3 gennaio 2009, ore 20:00 8ª giornata | Vegakameratene  | 1 – 4 referto | KFUM Oslo | \| Arbitro: \| Konstali Randen \| |
| Arbitro:                              | Konstali Randen |               |           |                                   |

| 4 gennaio 2009, ore 12:00 9ª giornata | KFUM Oslo | 4 – 8 referto | Nidaros | \| Arbitro: \| Sjelle \| |
| Arbitro:                              | Sjelle    |               |         |                          |

#### Girone di ritorno
| 17 gennaio 2009, ore 18:00 10ª giornata | KFUM Oslo | 7 – 2 referto | Horten | \| Arbitro: \| Hanssen \| |
| Arbitro:                                | Hanssen   |               |        |                           |

| 17 gennaio 2009, ore 20:00 11ª giornata | Sandefjord | 3 – 4 referto | KFUM Oslo | \| Arbitro: \| Myhren \| |
| Arbitro:                                | Myhren     |               |           |                          |

| 18 gennaio 2009, ore 14:00 12ª giornata | KFUM Oslo | 5 – 1 referto | Harstad | \| Arbitro: \| Hussain \| |
| Arbitro:                                | Hussain   |               |         |                           |

| 24 gennaio 2009, ore 14:00 13ª giornata | KFUM Oslo | 6 – 0 referto | Fyllingsdalen |  |

| 18 gennaio 2009, ore 12:00 14ª giornata | Holmlia | 0 – 9 referto | KFUM Oslo | \| Arbitro: \| Akdas \| |
| Arbitro:                                | Akdas   |               |           |                         |

| 25 gennaio 2009, ore 12:00 15ª giornata | KFUM Oslo | 2 – 2 referto | Solør |  |

| 14 febbraio 2009, ore 14:00 16ª giornata | Bogstadveien | 2 – 3 referto | KFUM Oslo | \| Arbitro: \| Petkovic \| |
| Arbitro:                                 | Petkovic     |               |           |                            |

| 14 febbraio 2009, ore 12:00 17ª giornata | KFUM Oslo | 3 – 2 referto | Vegakameratene |  |

| 15 febbraio 2009, ore 12:00 18ª giornata | Nidaros      | 4 – 2 referto | KFUM Oslo | \| Arbitro: \| Rafiq (Oslo) \| |
| Arbitro:                                 | Rafiq (Oslo) |               |           |                                |